# 梅州市广播电视台
梅州市广播电视台，是中华人民共和国广东省梅州市委宣传部直接领导下的市级广播电视媒体，於2004年12月完成組建。該廣播電視台目前營運2條公共頻道，2條廣播頻率，並擁有梅州市广告公司、广东梅视新媒体有限公司、广东客都传媒发展有限公司、广东嘉应音像出版有限公司、粤东电视调频转播台5家下属单位。

## 現有頻道

### 電視台頻道
- 梅州一套：新闻綜合頻道[1]
- 梅州二套：客家生活頻道：以客家話、普通話廣播[1]

### 广播服务
梅州市廣播電視台營運以下廣播頻率：
綜合廣播
交通廣播

## 文獻來源
1. 1 2 3 4  . 中华人民共和国国家广电总局. 2014-01-16  [2024-02-27]. （原始内容存档于2024-02-05）.